# Herrenchiemsee (wyspa)
Herrenchiemsee (również Herreninsel) – największa z wysp na jeziorze Chiemsee w Górnej Bawarii. Administracyjnie należy do gminy Chiemsee. Na wyspie mieszka na stałe kilka-kilkanaście osób.
Wyspa jest znana ze znajdujących się na niej zabytków: klasztoru (zwanego starym pałacem) i nowego pałacu Herrenchiemsee. W budynku klasztoru (ufundowanego ok. 756 roku) zebrali się w sierpniu 1949 roku uczestnicy konwentu, który przygotował projekt konstytucji Niemiec. Z kolei nowy pałac został wybudowany na podobieństwo Wersalu w latach 1878-1886 na zamówienie króla Ludwika II, który kupił wyspę w 1873 roku.

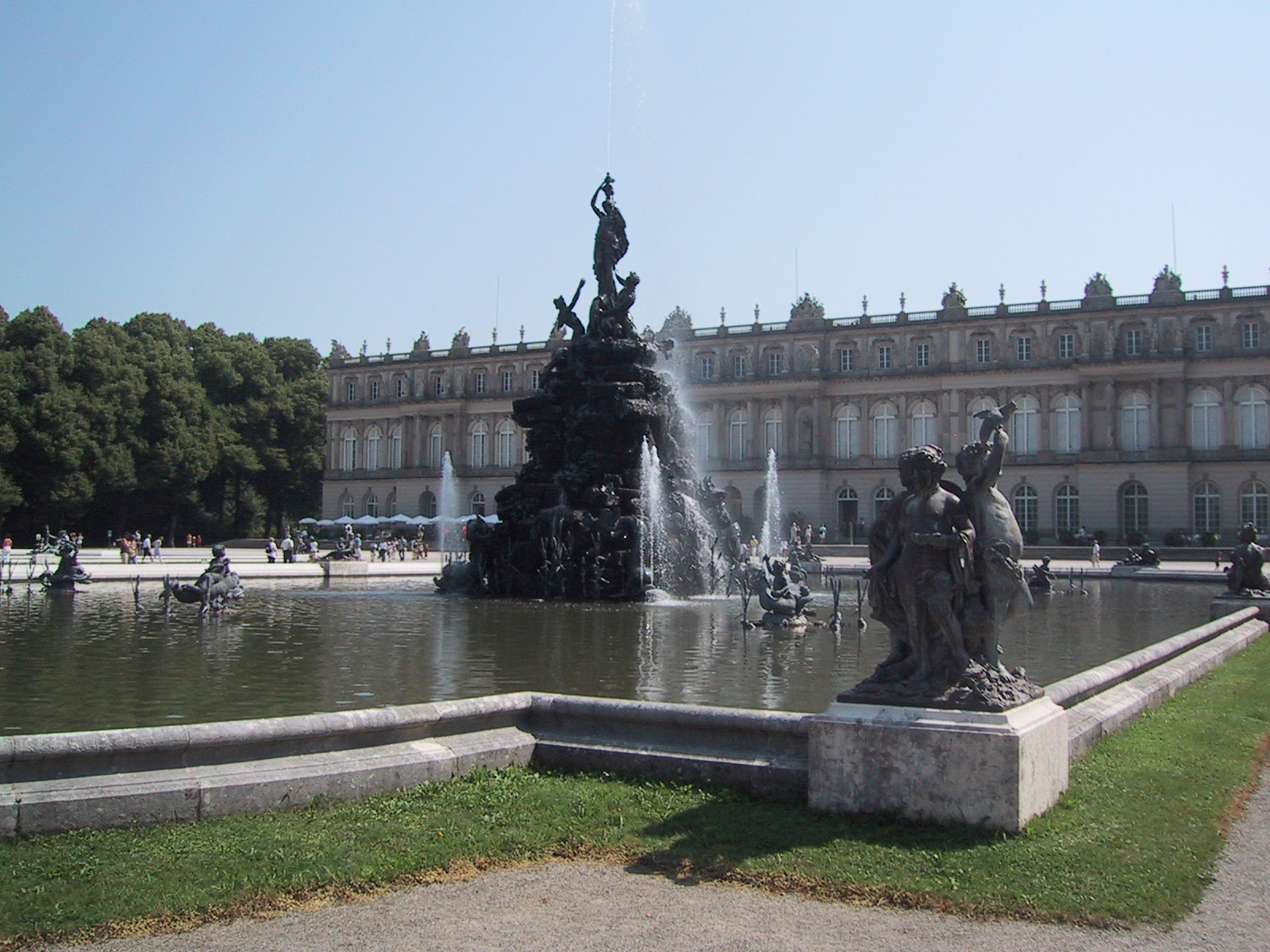
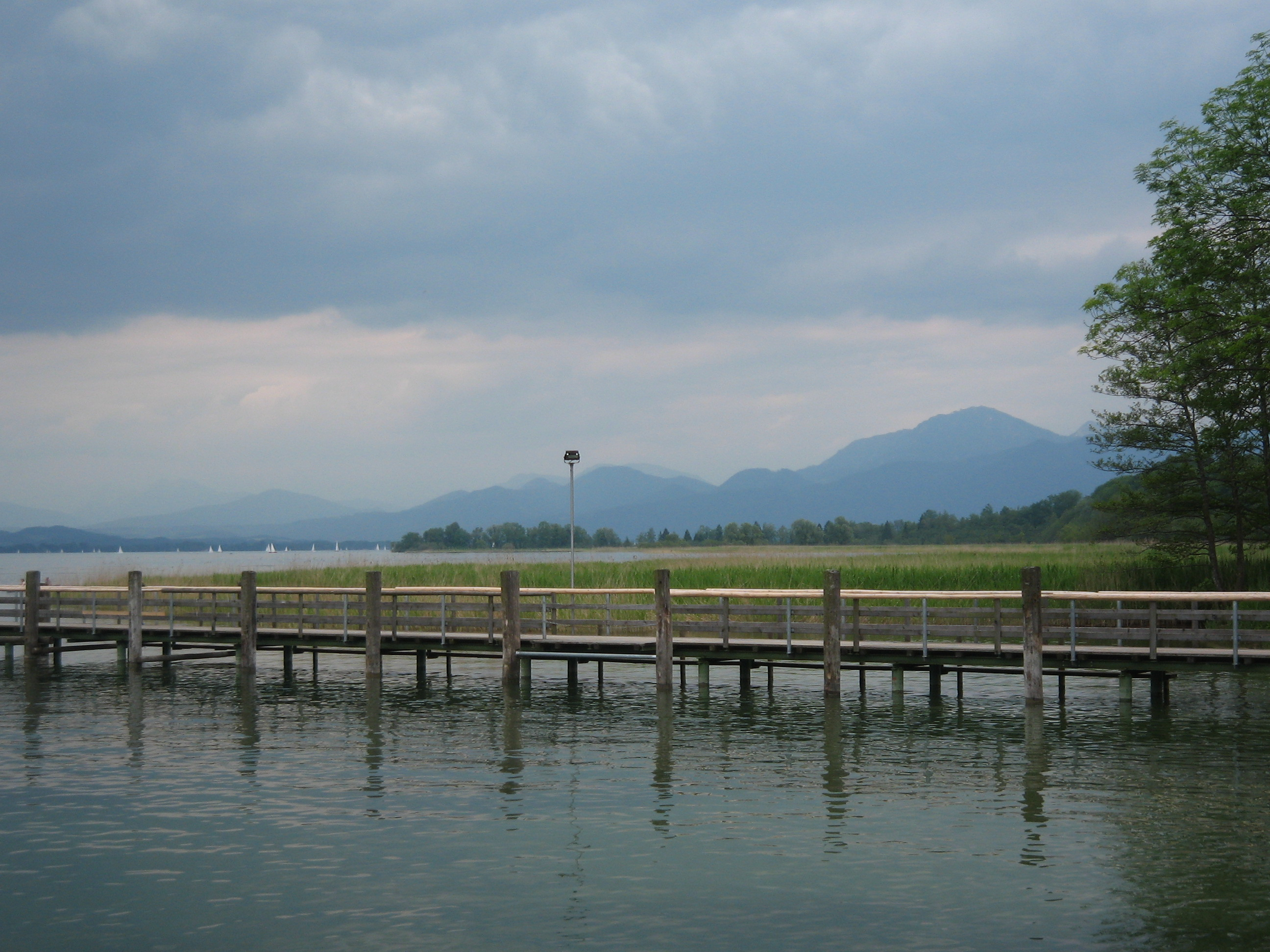